# テレビ東京火曜8時枠の連続ドラマ
『テレビ東京火曜8時枠の連続ドラマ』は、過去8期に亘ってテレビ東京（1981年9月までは「東京12チャンネル」）の毎週火曜20時台（JST）に放送されたテレビドラマの枠である。

## 歴史
初作品は1967年10月10日に、NHK総合で放送された作品を再放送した時代劇『文五捕物絵図』。1970年代に入ってからは、初期は国産作、中期は海外作品を放送するが、次第に人気が低下して、国産現代劇を復活するも盛り返せず、1982年4月6日開始の推理クイズを兼ねたドラマ『私は名探偵・完全犯罪をつぶせ!』を最後に長期の中断、そして約20年後の2003年1月7日に海外作品『吸血キラー／聖少女バフィー』を開始するが、3ヶ月で終了し、この枠のドラマは終結、海外ドラマ枠は月曜22:00に移動する。

## 放送作品一覧
▲マークは海外作品。

### 第1期
- 文五捕物絵図（再放送）（1967年10月10日 - 1968年3月26日）[1]
- 海底科学作戦（1968年4月2日 - 9月24日）▲[2]
- 隠密ガンマン（1968年10月1日 - 11月26日）▲

### 第2期
- 日本怪談劇場（再放送）（1971年7月6日 - 9月28日）

### 第3期
- となりは隣り（1972年10月3日 - 12月26日）

### 第4期
- お嫁に行きます（1973年3月27日 - 9月18日）
- 出発進行（1973年9月25日 - 12月18日）
- じんじんの仁（1974年1月8日 - 3月26日）
- 高校教師（1974年4月2日 - 9月24日）[3]
- ザ・マジシャン（1974年10月1日 - 1975年2月25日）▲[4]
- マニックス特攻隊（1975年3月4日 - 1976年9月21日）▲[5]
- 爆走トラック16トン（1976年10月5日 - 1977年3月29日）▲
- 特別狙撃隊S.W.A.T.（1977年4月5日 - 6月28日）▲[6]

### 第5期
- おやこ刑事（1979年4月3日 - 9月25日）
- 体験時代（1979年10月9日 - 12月18日）[7]
- あいつと俺（1980年3月4日 - 3月25日）

### 第6期
- それからの武蔵（萬屋錦之介主演版）（1981年10月6日 - 12月29日）[8]

### 第7期
- 私は名探偵・完全犯罪をつぶせ!（1982年4月6日 - 1983年3月22日）

### 第8期
- 吸血キラー／聖少女バフィー（2003年1月7日 - 3月4日）▲[9]